# Kontroll
Kontroll es una película de suspenso y comedia húngara de 2003. Proyectada internacionalmente, principalmente en teatros de casas de arte, la película está ambientada en una versión ficticia del sistema de metro de Budapest. "Kontroll" en húngaro se refiere al acto en el que los inspectores de boletos verifican para asegurarse de que un pasajero haya pagado su tarifa. La historia gira en torno a los inspectores de boletos, los pasajeros y un posible asesino.
La película fue escrita y dirigida por Nimród Antal y está protagonizada por Sándor Csányi, Zoltán Mucsi y Csaba Pindroch. La película participó en varios festivales de cine de Europa y América del Norte. Ganó el premio Gold Hugo en el Festival Internacional de Cine de Chicago y se proyectó en la sección Un Certain Regard del Festival de Cine de Cannes de 2004. También fue la presentación de Hungría a la Mejor Película en Lengua Extranjera para los Premios de la Academia 2004.

## Sinopsis
Bulcsú (Sándor Csányi) es inspector de billetes del Metro de Budapest; pasa las noches durmiendo en los andenes del tren y no ha salido del metro desde que empezó a trabajar allí. Su heterogéneo equipo de inspectores, formado por el veterano Professzor (Zoltán Mucsi), el desaliñado Lecsó (Sándor Badár), el neurótico narcoléptico Muki (Csaba Pindroch) y el tonto y tonto Tibi (Zsolt Nagy), son habitualmente irrespetados y asaltados por los viajeros, quienes seguir evadiendo el pago de multas de diversas formas.
Uno de los rivales de Bulcsú, el empleado modelo Gonzó (Balázs Mihályfi) lo reta a un "recorrido ferroviario": después de que el último metro sale de una estación, los dos bajan a las vías e intentan, por medio de una carrera contrarreloj, llegar a la siguiente estación a pie, evitando que el exprés de medianoche, último tren que circula desde la primera estación de la línea a la última estación de la línea sin hacer paradas, los atropelle. Bulcsú gana la carrera, salvando apenas a Gonzó que se moja a consecuencia de casi perder la vida arrollado por el exprés de medianoche. 
Durante una inspección de rutina, Bulcsú ve a una chica vestida de Oso de peluche llamada Zsófi (Eszter Balla), que ayuda a una anciana a conseguir un asiento que está siendo ocupado por un joven, esta escena intriga a Bulcsú, quien se termina enamorado de la chica, pronto se da cuenta de que Zsófi es la hija de uno de los conductores veteranos del metro, Béla (Lajos Kovács), con quien una estrecha amistad, ya que en diversas ocasiones Bela comparte un poco de la comida que su hija le prepara con Bulcsú. 
La película aborda con un toque de comedia una entrevista psicológica hecha a los que trabajan en las distintas unidades de inspectores de billetes, en donde ellos revelan más detalles de sí mismos, sueños, frustraciones, y problemas psicológicos, tomando esto de base, En una inspección de boletos a los pasajeros, uno de los colegas de Bulcsú, Laci (László Nádasi) es golpeado por uno de los pasajeros de poca monta, quien termina rompiéndole la nariz, derivado de la confrontación y en un ataque de ira Laci, a pesar de ser bajo y de complexión delgada, toma al pasajero, quien es más corpulento, y termina amenazándolo con una navaja sobre el cuello, Bulcsú intenta disuadirlo mediante una charla, sin éxito, Laci exclama que no puede soportarlo más y degüella al pasajero.
Después de perseguir a un bromista reincidente llamado Bootsie (Gyalogkakukk en el original húngaro, literalmente Road Runner; Bence Mátyássy), Bulcsú ve cómo lo empuja en las vías una figura encapuchada, vestida exactamente con el mismo atuendo que él; otro incidente en una larga lista de lo que la gente pensaba que eran aparentes suicidios. Debido a su pesadilla recurrente de esta figura, Bulcsú no logra aprehender al asesino, y cuando lo interrogan, se niega a revelar detalles del incidente al ejecutivo principal (György Cserhalmi) de la empresa. Cuando el ejecutivo amenaza con revelar el video del incidente, que solo muestra a Bulcsú, renuncia a su trabajo. Muki más tarde insinúa que él es el asesino, citando su continua ausencia nocturna y acusándolo de tener los mismos problemas mentales que tenía Laci; Bulcsú enfurecido casi lo empuja también a las vías.
Durante una fiesta de disfraces clandestina, Bulcsú ve y sigue a la figura encapuchada y se involucran en un altercado, después de lo cual comienzan a correr de manera similar a la competencia con Gonzó antes. Bulcsú logra superar a la figura encapuchada y escapar del tren. La figura encapuchada nunca sale de las vías. Bulcsú luego se encuentra con Zsófi, que ahora está vestido como una mariposa, y los dos finalmente emergen de nuevo a la superficie.

## Reparto
- Sándor Csányi como Bulcsú
- Zoltán Mucsi como Profesor
- Csaba Pindroch como Muki
- Sándor Badár como Lecsó
- Zsolt Nagy como Tibi
- Bence Mátyássy como Bootsie
- Győző Szabó como Sombra
- Eszter Balla como Zsófi
- Lajos Kovács como Béla

## Producción
Antal fue influenciado por Andrei Tarkovsky, Stanley Kubrick, Terry Gilliam, Martin Scorsese y Takeshi Kitano.

## Recepción
Rotten Tomatoes, un agregador de reseñas, informa que el 82 % de los 66 críticos encuestados dieron a la película una reseña positiva; la calificación promedio es de 7/10. El consenso del sitio dice: "Kontroll es un thriller inteligente que es oscuro, valiente y divertido". Metacritic lo calificó 72/100 basado en 25 críticas. El crítico de cine estadounidense Roger Ebert lo calificó con 3.5/4 estrellas y escribió: "Antal tiene un sentimiento de acción, pero lo que distingue a Kontroll es su control de los personajes y el estado de ánimo". Ebert comparó el escenario y la atmósfera de la película con la de una película de ciencia ficción postapocalíptica.